# Gli insospettabili
Gli insospettabili (Sleuth) è un film del 1972, l'ultimo diretto da Joseph L. Mankiewicz, tratto dalla pièce teatrale di Anthony Shaffer, che ha scritto anche l'adattamento cinematografico.
Ha la particolarità di avere in scena per l'intera durata, oltre due ore, solo due interpreti, Laurence Olivier e Michael Caine (nei titoli di testa sono indicati altri quattro nomi, fittizi).
Ha ricevuto quattro nomination agli Oscar (miglior regia, attore, per entrambi gli interpreti, colonna sonora originale) e tre nomination ai Golden Globe (miglior film, attore, per entrambi gli interpreti).

## Trama
Un gentiluomo, famoso scrittore di gialli, Andrew Wyke, invita nella propria villa di campagna, ricolma di automi e di giochi di cui è appassionato, Milo Tindle, un parrucchiere di origine italiana, che sa essere l'amante di sua moglie Marguerite. Sostenendo di non essere più interessato alla donna, visto che si è già trovato da anni una giovane amante nordica, e anzi di volersene liberare, gli propone di inscenare insieme un furto di gioielli, da cui potrebbero trarre entrambi vantaggio: lui sarebbe risarcito dall'assicurazione, l'altro potrebbe garantirsi il tenore di vita richiesto dalla donna.
Dopo le perplessità iniziali, Milo cede alla tentazione, senza rendersi conto che si tratta solo di un'elaborata trappola per umiliarlo: prima Andrew lo costringe ad eseguire il furto con un improbabile travestimento da clown, poi gli rivela che in realtà ha voluto metterlo nelle condizioni di potergli sparare legittimamente, in quanto intruso nella sua proprietà; una volta terrorizzato a morte Milo fino a spingerlo a supplicare per la propria vita, gli spara. Ma si tratta solo di un proiettile a salve, dopotutto è solo un gioco, del cui risultato Andrew è pienamente soddisfatto.
Qualche giorno dopo, alla villa si presenta l'ispettore Doppler, che sta indagando sulla scomparsa di Milo. Malgrado l'assenza del corpo, tutte le prove indicano che in quel luogo è avvenuto un fatto di sangue e che il colpevole è proprio Andrew. Ma anche stavolta si tratta di una messinscena, l'ispettore non è altri che Milo abilmente travestito, il quale rivela la propria identità solo quando Andrew, visibilmente sconvolto dall'idea di essere arrestato per un delitto che non ha commesso, rivela il complicato gioco che ha organizzato, senza però arrivare all'omicidio.
Scoperto lo scherzo, Andrew tenta di minimizzare la propria reazione, finge di aver intuito tutto in anticipo e si complimenta con l'altro, definendolo un abile compagno e avversario di gioco, uno spirito affine al proprio. Ma la vendetta di Milo è però appena cominciata: afferma di avergli ucciso l'amante, di aver disseminato nella villa le prove che lo incriminano (un bracciale, una scarpa, una ciglia finta e l'arma del delitto) e di avergli lasciato solo pochi minuti per trovarle prima dell'arrivo della polizia. Andrew si convince con una telefonata alla miglior amica di lei che è tutto vero e si getta in una disperata "caccia al tesoro", in cui è generosamente aiutato da Milo che, alla fine, soddisfatto, gli rivela che si è trattato anche questa volta di una finzione, resa possibile dalla collaborazione dell'amante, ben disposta a rendere per una volta vittima l'uomo di cui conosce bene i difetti (non solo il piacere nel sopraffare gli altri, ma anche l'impotenza).
Andrew non può sopportare di essere stato umiliato ben due volte e decide di uccidere Milo, questa volta sul serio. Per quanto l'altro gli dica che l'idea della legittima difesa contro l'intruso non può funzionare, perché ha già raccontato tutta la storia alla polizia locale, non gli crede («lo stesso gioco non si può ripetere per tre volte») e gli spara. Si rende subito conto del suo tragico errore, sentendo all'esterno i rumori dell'arrivo della polizia, stavolta reale.

## Commento critico
Il film è un raffinato "divertissement" intellettuale sui temi della lotta di classe e della vita come inganno, finzione, rappresentazione. Forse un po' troppo lungo e verboso, può contare però su una coppia di interpreti all'altezza dell'impegnativo duello recitativo/intellettivo fra i personaggi.
Un vero e proprio terzo protagonista è costituito dalla villa nella quale è ambientato tutto il film, grazie alle barocche scenografie di Ken Adam (Oscar per Barry Lyndon e La pazzia di re Giorgio), per qualcuno mirabili, per qualcun altro manierate e stucchevoli, ma che certamente non passano inosservate.
Il titolo originale, Sleuth, significa investigatore, "segugio", e chiama in causa lo spettatore ad interpretare il gioco di inganni e a trovare la "verità" in quello che vede, ma nello stesso tempo il film svilisce il piacere del lettore di libri gialli («il passatempo degli spiriti aristocratici») attraverso il ritratto impietoso dello scrittore interpretato da Olivier.

## Libri ispirati al film
Il libro del 2001 Cinéma di Tanguy Viel pone le basi su questo film.

## Rifacimento
Nel 2007 ne è stato realizzato un remake, Sleuth - Gli insospettabili, diretto da Kenneth Branagh e interpretato da Michael Caine (stavolta nella parte di Andrew Wyke) e Jude Law.

## Riconoscimenti
- 1973 - Premio Oscar
  - Nomination Migliore regia a Joseph L. Mankiewicz
  - Nomination Miglior attore protagonista a Michael Caine
  - Nomination Miglior attore protagonista a Laurence Olivier
  - Nomination Miglior colonna sonora a John Addison
- 1973 - Golden Globe
  - Nomination Miglior film drammatico
  - Nomination Miglior attore in un film drammatico a Laurence Olivier
  - Nomination Miglior attore in un film drammatico a Michael Caine

- 1974 - Premio BAFTA
  - Nomination Miglior attore protagonista a Laurence Olivier
  - Nomination Migliore sceneggiatura a Anthony Shaffer
  - Nomination Migliore fotografia a Oswald Morris
  - Nomination Migliore scenografia a Ken Adam
- 1973 - David di Donatello
  - Miglior attore straniero a Laurence Olivier

## Teatro
Il testo di Anthony Shaffer è stato interpretato a teatro da Anthony Quayle e Keith Baxter.
In Italia è stato messo in scena nel 1997 con il titolo Gli insospettabili, da Gigio Alberti e Antonio Catania, per la regia di Enzo Monteleone, e col titolo Oplà... noi ci ammazziamo!, da Gianrico Tedeschi e Johnny Dorelli.